# John J. Batbie Jr.

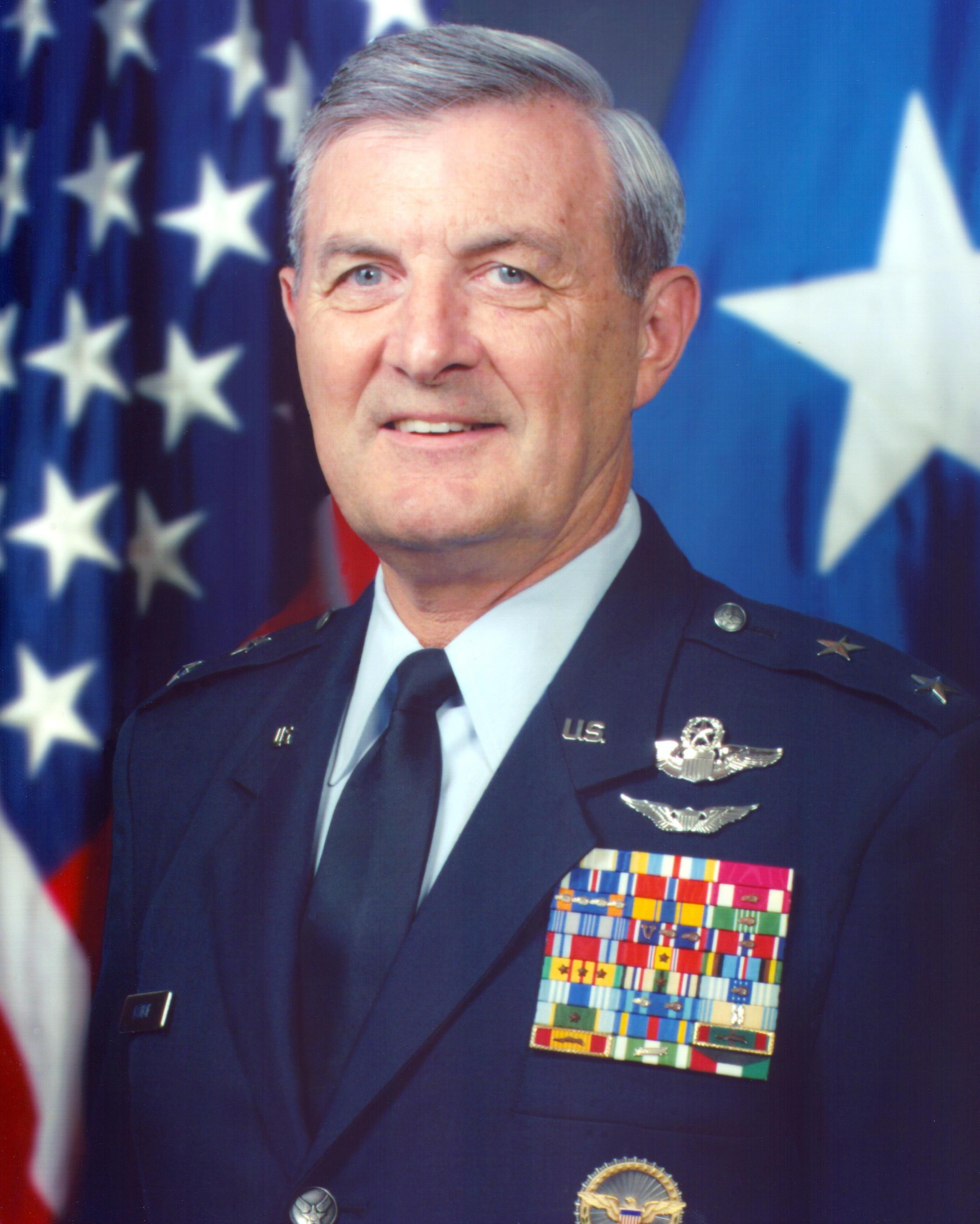
John J. Batbie Jr.

John J. Batbie Jr.  (* 16. Oktober 1946 in San Francisco, Kalifornien) ist ein pensionierter Generalmajor der United States Air Force. Er war unter anderem Kommandeur der 22. Luftflotte und kommissarischer Kommandeur des Air Force Reserve Commands.
Im Jahr 1966 trat Batbie als einfacher Soldat der United States Army bei. Im Jahr 1967 gelangte er nach einer entsprechenden Ausbildung in deren Offizierskorps. Er wurde den Panzereinheiten zugeteilt und war dort als Hubschrauberpilot tätig. Zwischen Februar 1970 und Februar 1971 war er mit der 101st Airborne Division im Vietnamkrieg eingesetzt. Danach verblieb er als Stabsoffizier bis zum Februar 1972 bei dieser Division, dabei war er in Fort Campbell in Kentucky stationiert.
Anschließend wechselte er zur United States Air Force deren Reserve er in der Folge angehörte. Im Lauf seiner weiteren militärischen Karriere absolvierte er verschiedene Kurse und Schulungen. Dazu gehörten unter anderem eine Ausbildung zum Kampfpiloten; das Air Command and Staff College, das sich auf der Maxwell Air Force Base in Alabama befindet und das Industrial College of the Armed Forces in Fort Lesley J. McNair in Washington, D.C. Außerdem erhielt er akademische Grade von der Arizona State University und der Louisiana Tech University.
In seinen frühen Jahren als Offizier der Luftwaffe war er an verschiedenen Stützpunkten bei Reserveeinheiten stationiert. Als Stabsoffizier war er unter anderem im Hauptquartier der Air Force tätig. Zwischen November 1983 und Januar 1986 gehörte er auf der Ramstein Air Base in Deutschland dem Stab der United States Air Forces in Europe an. Danach wurde er zur March Air Reserve Base in Kalifornien versetzt. Dort gehörte er bis zum August 1987 dem Stab des 452. Betankungsgeschwaders (452nd Air Refueling Wing) an. Anschließend übernahm er auf dem gleichen Stützpunkt das Kommando über die 79. Betankungsschwadron (79th Air Refueling Squadron), das er bis zum April 1988 ausübte.
Es folgte eine Versetzung zur Seymour Johnson Air Force Base in North Carolina. Bis zum Juli 1991 kommandierte er dort die 916th Air Refueling Group, die der 4. Luftflotte unterstand. Zwischen Juli 1991 und Juni 1994 war Batbie auf der Grissom Air Force Base in Indiana Kommandeur des 434. Betankungsgeschwaders (434th Air Refueling Wing), das ebenfalls zur 4. Luftflotte gehörte. Anschließend wurde er nach Georgia auf die Robins Air Force Base versetzt. Bis zum September 1998 gehörte er dort als Leiter der Stabsabteilung für Planungen und Programme (Director of Plans and Programs) dem Stab des Air Force Reserve Commands an.
Als Nächstes übernahm er als Nachfolger von James E. Sherrard III das Kommando über die 22. Luftflotte (Twenty Second Air Force). Diese Aufgabe erfüllte er zwischen September 1998 und Mai 2000, als James D. Bankers seine Nachfolge antrat. In der Folge wurde er zum Stab des United States European Commands (EUCOM) in Stuttgart versetzt. Dort leitete er bis zum November 2001 die Abteilung für Mobilisierung und Reserve Angelegenheiten (Director, Mobilization and Reserve Component Affairs). Danach kehrte er zur Robins AFB zurück, wo er das Amt des stellvertretenden Kommandeurs des Air Force Reserve Commands übernahm. Dieses Amt bekleidete er bis zu seiner Pensionierung im Jahr 2005. Im Juni 2004 war er für drei Wochen kommissarischer Kommandeur dieses Kommandos. Dabei überbrückte er die Zeit zwischen dem Ausscheiden des vorherigen Kommandeurs James E. Sherrard III und dem Amtsantritt von dessen regulären Nachfolger John A. Bradley.
Während seiner aktiven Zeit als Militärpilot absolvierte er über 5000 Flugstunden auf verschiedenen Flugzeug- und Hubschraubertypen.

## Daten der Beförderungen
| Abzeichen | Rang               | Jahr             |
| --------- | ------------------ | ---------------- |
|           | Second Lieutenant  | 1. August 1967   |
|           | First Lieutenant   | 1. August 1968   |
|           | Captain            | 1. August 1969   |
|           | Major              | 31. Mai 1978     |
|           | Lieutenant Colonel | 4. Oktober 1984  |
|           | Colonel            | 1. Juli 1988     |
|           | Brigadier General  | 25. Februar 1994 |
|           | Major General      | 1. Juli 1997     |

## Orden und Auszeichnungen
John Batbie erhielt im Lauf seiner militärischen Laufbahn unter anderem folgende Auszeichnungen:
- Air Force Distinguished Service Medal
- Defense Superior Service Medal
- Legion of Merit
- Distinguished Flying Cross
- Meritorious Service Medal
- Air Medal
- Air Force Commendation Medal